# 기후하시마역
기후하시마역(일본어: 岐阜羽島駅)은 일본 기후현 하시마시에 있는 철도역으로, 1964년 10월 1일에 문을 열었다. 재래선이 지나지 않는 신칸센 전용 역이며, 역 앞에 나고야 철도 하시마 선의 신하시마 역이 있다.

## 역명의 유래
'기후하시마 역'은 대한민국 경강선의 경기광주역처럼, 대중화된 국가 철도명의 동명이역 혼선 방지 차원에서, 하시마시의 지명 앞에 기후현을 내세운 역명이다.

## 승강장
| 0 · 1 | ■도카이도 신칸센 | (상행) | 시나가와 · 도쿄 방면     |
| 2 · 3 | ■도카이도 신칸센 | (하행) | 신오사카 · 오카야마 방면 |

## 인접 역
| 도카이 여객철도 도카이도 신칸센 | 도카이 여객철도 도카이도 신칸센                | 도카이 여객철도 도카이도 신칸센 |
| ------------------------------- | ---------------------------------------------- | ------------------------------- |
| 나고야 도쿄 방면                | ■ 도카이도 · 산요 신칸센 히카리 호 · 고다마 호 | 마이바라 오카야마 방면          |